# Ganggrab von Dalum
Das Ganggrab von Dalum ist ein neolithisches Ganggrab, mit der Sprockhoff-Nr. 887. Es entstand zwischen 3500 und 2800 v. Chr. und ist eine Megalithanlage der Trichterbecherkultur (TBK).

## Lage
Die Anlage liegt 5,7 Kilometer südlich von Bippen, nur wenig südöstlich des Weilers Dalum (am Stellungsweg, nach Klein Bokern, im Feld), in der Samtgemeinde Fürstenau im Landkreis Osnabrück in Niedersachsen.

## Beschreibung
Mehrere der Tragsteine der Nordwest-Südost orientierten, etwa 15;= Meter langen Emsländischen Kammer, sowie fast alle Steine der ovalen, eng anliegenden Einfassung fehlen. Sieben von ursprünglich acht Decksteinen der stellenweise auf eine Breite von 1,8 Meter rekonstruierbaren Kammer sind noch vorhanden, meist aber verstürzt. Die Tragsteine im Zugangsbereich stehen soweit außerhalb der Phalanx, dass die nicht von anderen Anlagen des Ganggrab-Typs bekannten trapezioden Kammerbereiche bilden, sondern unregelmäßige Nischen.
Vor allem im Süden und Osten der Anlage sind im Staatsforst Maiburg zahlreiche vorgeschichtliche Stätten bekannt. Östlich von Dalum werden in der älteren Literatur die Reste von drei Großsteingräbern erwähnt. Von Sprockhoff wurden diese Steine noch als natürliche Ansammlungen bezeichnet. Inzwischen ist der so genannte Hexentanzplatz auch als Großsteingrab „Maiburg 2“ bekannt.